# Pezicula cinnamomea
Pezicula cinnamomea är en svampart som först beskrevs av Augustin Pyrame de Candolle, och fick sitt nu gällande namn av Pier Andrea Saccardo 1889. Pezicula cinnamomea ingår i släktet Pezicula och familjen Dermateaceae.  Arten är reproducerande i Sverige. Inga underarter finns listade i Catalogue of Life.